# 飯田産業
株式会社飯田産業（いいださんぎょう、英語: Iida Home Max Co., Ltd.）は、日本の不動産会社。飯田グループホールディングス株式会社の完全子会社。

## 概要
首都圏を中心に、一戸建て住宅・マンションの建設を手掛ける。また、江の島アイランドスパを運営している。大手パワービルダーの一つ。
東京都の武蔵野市に本社を構える。2019年、本社ビルを改装している。

## 沿革
- 1977年 - 株式会社飯田産業を設立。
- 2000年 - 株式を店頭公開。
- 2001年 - 東京証券取引所2部に上場。
- 2002年 - 東京証券取引所1部へ指定替え。
- 2006年 - 2008年 ジュビロ磐田のスポンサーを務める。
- 2011年 - 2012年 東京ヴェルディ1969のスポンサーを務める。
- 2013年 - 東京証券取引所上場廃止。一建設株式会社、株式会社東栄住宅、タクトホーム株式会社、株式会社アーネストワン、アイディホーム株式会社との共同株式移転により飯田グループホールディングス株式会社を設立。その完全子会社となる[2][3]。

## 店舗
関東地方を中心に、東は宮城県から南は沖縄県まで14都府県に営業所を構えている。（店舗一覧を参照）

## 提供番組
（飯田産業名義での提供番組のみ。飯田グループホールディングス名義は除く）
- 音ボケPOPS（TOKYO MX） - 一社提供番組

過去
- おとぼ家の夜（TOKYO MX） - 一社提供番組
- OTOBOKE Bar（TOKYO MX）- 同上
- Scene（テレビ東京） - 一社提供番組

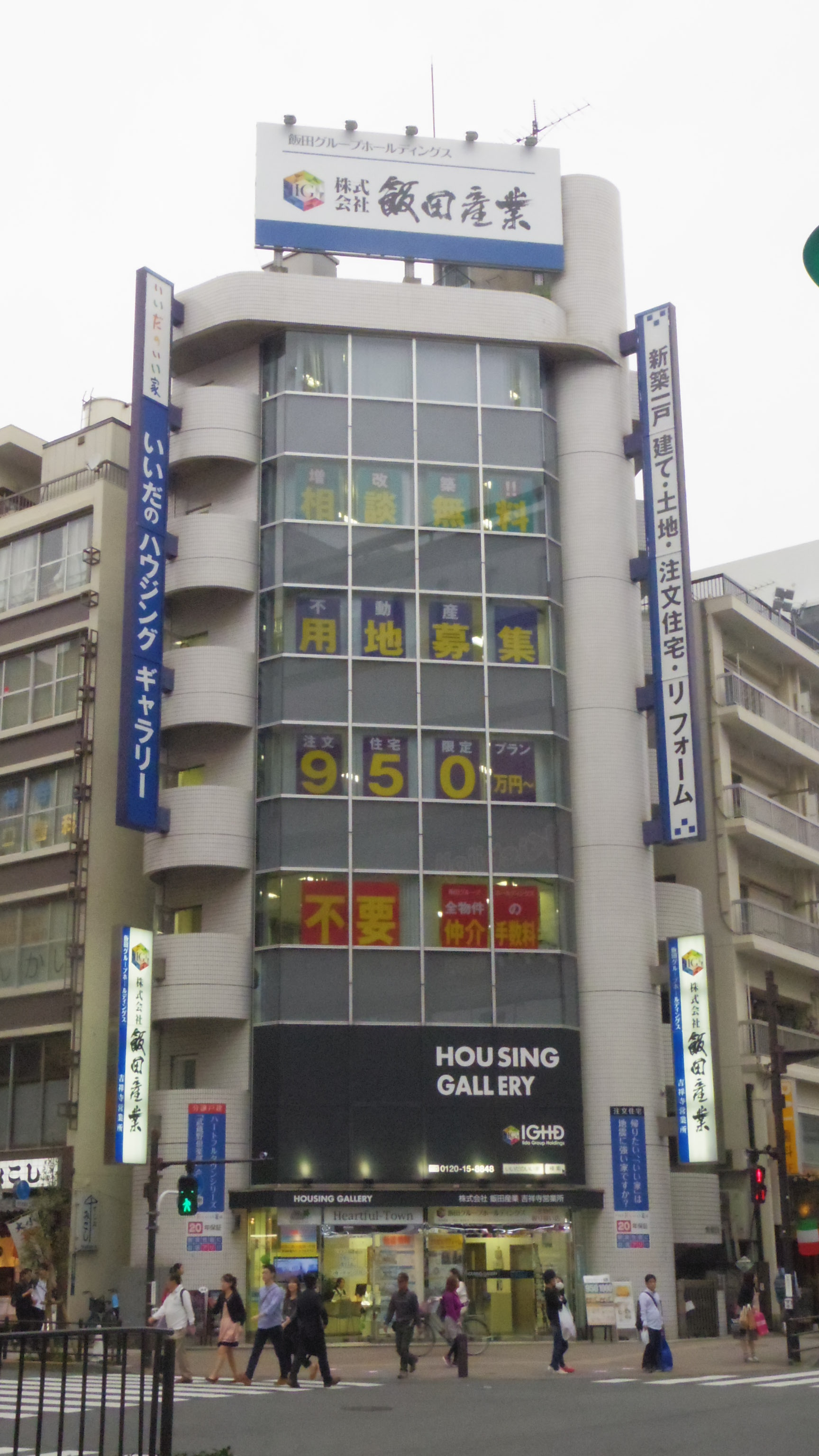
吉祥寺営業所
（武蔵野市吉祥寺本町）

ほか